# Aeroflot-vlucht 1492
Aeroflot-vlucht 1492 was een binnenlandse lijnvlucht van luchthaven Sjeremetjevo (Moskou) naar Moermansk. Op 5 mei 2019 maakte de Soechoj Superjet 100 een noodlanding op de vertrekluchthaven. Tijdens de harde noodlanding raakten de buik en staartstuk de landingsbaan en ontstond direct een heftige brand aan boord. De passagiers konden het toestel alleen verlaten via een glijbaan aan de voorkant van het vliegtuig.